# PASS ID
PASS ID — предлагаемый закон США, призванный заменить REAL ID. Как и REAL ID, он реализует федеральные стандарты для государственных документов, удостоверяющих личность. В настоящее время штаты не обязаны следовать стандартам, но если PASS ID вступит в силу в полной мере, федеральные агентства будут принимать удостоверения личности только от штатов, соблюдающих закон. Граждане из штатов, не соответствующих требованиям, должны будут предоставить выданные на федеральном уровне документы, такие как карточка социального страхования или паспорт гражданина США, чтобы войти в здания, находящиеся в федеральной собственности.
Идентификатор PASS ID устранит требования REAL ID, которые считаются чрезмерными, такие как обязательная проверка свидетельства о рождении в отделе, выдающем сертификаты, и общие национальные базы данных. Однако критики утверждают, что PASS ID по-прежнему будет требовать хранения цифровых записей документов, подтверждающих гражданство, таких как свидетельства о рождении. Это также может позволить использовать такие технологии, как RFID, в водительских правах.